# Tênis de mesa nos Jogos Paralímpicos de Verão de 2012 - Equipes masculinas - Classe 6-8
A competição por equipes masculinas na classe 6-8 do tênis de mesa nos Jogos Paralímpicos de Verão de 2012 foi disputada entre os dias 5 e 7 de setembro no Complexo ExCel, em Londres.

## Medalhistas
|  | POL Polônia                      |  | ESP Espanha                 |  | GBR Grã-Bretanha                          |
|  | Piotr Grudzień Marcin Skrzynecki |  | Álvaro Valera Jordi Morales |  | William Bayley Aaron McKibbin Ross Wilson |

## Equipes
| Atleta        | Classe |
| ------------- | ------ |
| Mathieu Loicq | 8      |
| Marc Ledoux   | 8      |
| Ben Despineux | 7      |

| Atleta     | Classe |
| ---------- | ------ |
| Liao Keli  | 7      |
| Sun Churen | 8      |
| Ye Chaoqun | 8      |
| Zhao Shuai | 8      |

| Atleta         | Classe |
| -------------- | ------ |
| Daniel Horut   | 7      |
| Zbyněk Lambert | 7      |

| Atleta        | Classe |
| ------------- | ------ |
| Álvaro Valera | 6      |
| Jordi Morales | 7      |

| Atleta            | Classe |
| ----------------- | ------ |
| Kevin Dourbecker  | 7      |
| Thomas Fernandez  | 6      |
| Bastien Grundeler | 6      |
| Stéphane Messi    | 7      |

| Atleta         | Classe |
| -------------- | ------ |
| William Bayley | 7      |
| Aaron McKibbin | 8      |
| Ross Wilson    | 8      |

| Atleta           | Classe |
| ---------------- | ------ |
| Thomasz Kusiak   | 7      |
| Thomas Rau       | 6      |
| Thorsten Schwinn | 7      |
| Jochen Wollmert  | 7      |

| Atleta           | Classe |
| ---------------- | ------ |
| Raimondo Alecci  | 6      |
| Davide Scazzieri | 7      |

| Atleta         | Classe |
| -------------- | ------ |
| Kim Young-Sung | 7      |
| Park Hong-Kyu  | 6      |

| Atleta            | Classe |
| ----------------- | ------ |
| Piotr Grudzień    | 8      |
| Marcin Skrzynecki | 8      |

| Atleta          | Classe |
| --------------- | ------ |
| Richard Csejtey | 8      |
| Miroslav Jambor | 8      |

| Atleta         | Classe |
| -------------- | ------ |
| Emil Andersson | 8      |
| Fabian Rignell | 8      |

| Atleta            | Classe |
| ----------------- | ------ |
| Yuttana Namsaga   | 7      |
| Rungroj Thainiyom | 6      |

| Atleta          | Classe |
| --------------- | ------ |
| Mykhaylo Popov  | 7      |
| Maxym Nikolenko | 7      |

## Resultados
Todos as partidas seguem o horário de Londres (UTC+1).
| Oitavas de final | Oitavas de final    | Oitavas de final |  |  | Quartas de final | Quartas de final | Quartas de final |  |  | Semifinais | Semifinais       | Semifinais |  |                     | Final               | Final               | Final |
|                  |                     |                  |  |  |                  |                  |                  |  |  |            |                  |            |  |                     |                     |                     |       |
|                  |                     |                  |  |  |                  |                  |                  |  |  |            |                  |            |  |                     |                     |                     |       |
|                  |                     |                  |  |  |                  | CHN China        | 1                |  |  |            |                  |            |  |                     |                     |                     |       |
|                  | ESP Espanha         | 3                |  |  |                  | ESP Espanha      | 3                |  |  |            |                  |            |  |                     |                     |                     |       |
|                  | KOR Coreia do Sul   | 0                |  |  |                  |                  |                  |  |  |            | ESP Espanha      | 3          |  |                     |                     |                     |       |
|                  | GER Alemanha        | 3                |  |  |                  |                  |                  |  |  |            | GER Alemanha     | 0          |  |                     |                     |                     |       |
|                  | SVK Eslováquia      | 1                |  |  |                  | GER Alemanha     | 3                |  |  |            |                  |            |  |                     |                     |                     |       |
|                  | CZE República Checa | 2                |  |  |                  | SWE Suécia       | 1                |  |  |            |                  |            |  |                     |                     |                     |       |
|                  | SWE Suécia          | 3                |  |  |                  |                  |                  |  |  |            |                  |            |  |                     |                     | ESP Espanha         | 0     |
|                  | UKR Ucrânia         | 0                |  |  |                  |                  |                  |  |  |            |                  |            |  |                     |                     | POL Polônia         | 3     |
|                  | POL Polônia         | 3                |  |  |                  | POL Polônia      | 3                |  |  |            |                  |            |  |                     |                     |                     |       |
|                  | BEL Bélgica         | 3                |  |  |                  | BEL Bélgica      | 2                |  |  |            |                  |            |  |                     |                     |                     |       |
|                  | FRA França          | 2                |  |  |                  |                  |                  |  |  |            | POL Polônia      | 3          |  |                     |                     |                     |       |
|                  | THA Tailândia       | 2                |  |  |                  |                  |                  |  |  |            | GBR Grã-Bretanha | 2          |  |                     |                     |                     |       |
|                  | ITA Itália          | 3                |  |  |                  | ITA Itália       | 0                |  |  |            |                  |            |  | Disputa pelo bronze | Disputa pelo bronze | Disputa pelo bronze |       |
|                  |                     |                  |  |  |                  | GBR Grã-Bretanha | 3                |  |  |            |                  |            |  |                     |                     | GER Alemanha        | 0     |
|                  |                     |                  |  |  |                  |                  |                  |  |  |            |                  |            |  |                     |                     | GBR Grã-Bretanha    | 3     |

### Oitavas de final
| 5 de setembro de 2012 09:00 | Espanha ESP | 3 – 0 | KOR Coreia do Sul |  |

|               | Partidas individuais |       |                |                         |
| Álvaro Valera | Álvaro Valera        | 3 – 1 | Park Hong-Kyu  | 11–9, 3–11, 11–5, 11–5  |
| Jordi Morales | Jordi Morales        | 3 – 0 | Kim Young-Sung | 11–9, 11–7, 11–5        |
| Jordi Morales | Jordi Morales        | 3 – 1 | Park Hong-Kyu  | 11–2, 10–12, 11–7, 11–5 |
|               |                      |       |                |                         |
|               |                      |       |                |                         |

| 5 de setembro de 2012 09:00 | Alemanha GER | 3 – 1 | SVK Eslováquia |  |

|                  | Partidas individuais |       |                 |                              |
| Thorsten Schwinn | Thorsten Schwinn     | 2 – 3 | Richard Csejtey | 11–7, 11–5, 9–11, 8–11, 9–11 |
| Jochen Wollmert  | Jochen Wollmert      | 3 – 2 | Miroslav Jambor | 11–9, 8–11, 11–5, 4–11, 11–7 |
| Jochen Wollmert  | Jochen Wollmert      | 3 – 1 | Richard Csejtey | 9–11, 11–9, 11–6, 11–8       |
| Thorsten Schwinn | Thorsten Schwinn     | 3 – 0 | Miroslav Jambor | 11–7, 11–7, 11–8             |
|                  |                      |       |                 |                              |

| 5 de setembro de 2012 09:00 | República Checa CZE | 2 – 3 | SWE Suécia |  |

|                               | Partidas individuais          |       |                                 |                              |
| Zbyněk Lambert                | Zbyněk Lambert                | 0 – 3 | Emil Andersson                  | 1–11, 4–11, 3–11             |
| Daniel Horut                  | Daniel Horut                  | 3 – 1 | Fabian Rignell                  | 11–9, 8–11, 11–9, 11–1       |
| Daniel Horut                  | Daniel Horut                  | 3 – 2 | Emil Andersson                  | 11–8, 6–11, 11–6, 8–11, 11–5 |
| Zbyněk Lambert                | Zbyněk Lambert                | 0 – 3 | Fabian Rignell                  | 9–11, 4–11, 4–11             |
| Zbyněk Lambert / Daniel Horut | Zbyněk Lambert / Daniel Horut | 1 – 3 | Emil Andersson / Fabian Rignell | 5–11, 4–11, 11–5, 13–15      |

| 5 de setembro de 2012 09:00 | Ucrânia UKR | 0 – 3 | POL Polônia |  |

|                 | Partidas individuais |       |                   |                                 |
| Maxym Nikolenko | Maxym Nikolenko      | 2 – 3 | Piotr Grudzień    | 7–11, 8–11, 12–10, 14–12, 12–14 |
| Mykhaylo Popov  | Mykhaylo Popov       | 0 – 3 | Marcin Skrzynecki | 5–11, 8–11, 8–11                |
| Mykhaylo Popov  | Mykhaylo Popov       | 2 – 3 | Piotr Grudzień    | 11–5, 7–11, 4–11, 12–10, 9–11   |
|                 |                      |       |                   |                                 |
|                 |                      |       |                   |                                 |

| 5 de setembro de 2012 09:00 | Bélgica BEL | 3 – 2 | FRA França |  |

|                               | Partidas individuais          |       |                                   |                               |
| Mathieu Loicq                 | Mathieu Loicq                 | 3 – 1 | Kevin Dourbecker                  | 14–12, 11–8, 10–12, 11–7      |
| Marc Ledoux                   | Marc Ledoux                   | 1 – 3 | Stéphane Messi                    | 1–11, 11–7, 8–11, 10–12       |
| Mathieu Loicq                 | Mathieu Loicq                 | 2 – 3 | Stéphane Messi                    | 9–11, 9–11, 11–4, 11–5, 13–15 |
| Marc Ledoux                   | Marc Ledoux                   | 3 – 2 | Kevin Dourbecker                  | 13–11, 8–11, 11–2, 4–11, 11–6 |
| Mathieu Loicq / Ben Despineux | Mathieu Loicq / Ben Despineux | 3 – 1 | Kevin Dourbecker / Stéphane Messi | 6–11, 11–4, 12–10, 11–8       |

| 5 de setembro de 2012 09:00 | Tailândia THA | 2 – 3 | ITA Itália |  |

|                                     | Partidas individuais                |       |                                    |                                |
| Rungroj Thainiyom                   | Rungroj Thainiyom                   | 3 – 2 | Raimondo Alecci                    | 5–11, 11–7, 11–6, 7–11, 11–8   |
| Yuttana Namsaga                     | Yuttana Namsaga                     | 0 – 3 | Davide Scazzieri                   | 9–11, 9–11, 11–13              |
| Rungroj Thainiyom                   | Rungroj Thainiyom                   | 3 – 0 | Davide Scazzieri                   | 11–7, 11–6, 11–5               |
| Yuttana Namsaga                     | Yuttana Namsaga                     | 2 – 3 | Raimondo Alecci                    | 12–10, 9–11, 10–12, 11–6, 7–11 |
| Rungroj Thainiyom / Yuttana Namsaga | Rungroj Thainiyom / Yuttana Namsaga | 0 – 3 | Raimondo Alecci / Davide Scazzieri | 9–11, 8–11, 7–11               |

### Quartas de final
| 6 de setembro de 2012 09:00 | China CHN | 1 – 3 | ESP Espanha |  |

|            | Partidas individuais |       |               |                                |
| Sun Churen | Sun Churen           | 1 – 3 | Álvaro Valera | 4–11, 12–10, 11–13, 8–11       |
| Ye Chaoqun | Ye Chaoqun           | 3 – 1 | Jordi Morales | 11–7, 8–11, 11–8, 11–8         |
| Ye Chaoqun | Ye Chaoqun           | 0 – 3 | Álvaro Valera | 7–11, 8–11, 6–11               |
| Sun Churen | Sun Churen           | 2 – 3 | Jordi Morales | 16–14, 6–11, 6–11, 11–8, 11–13 |
|            |                      |       |               |                                |

| 6 de setembro de 2012 09:00 | Alemanha GER | 3 – 1 | SWE Suécia |  |

|                  | Partidas individuais |       |                |                              |
| Thorsten Schwinn | Thorsten Schwinn     | 0 – 3 | Emil Andersson | 3–11, 8–11, 9–11             |
| Jochen Wollmert  | Jochen Wollmert      | 3 – 0 | Fabian Rignell | 11–5, 11–7, 13–11            |
| Jochen Wollmert  | Jochen Wollmert      | 3 – 2 | Emil Andersson | 6–11, 11–9, 11–9, 3–11, 11–9 |
| Thorsten Schwinn | Thorsten Schwinn     | 3 – 1 | Fabian Rignell | 11–13, 11–7, 11–9, 11–7      |
|                  |                      |       |                |                              |

| 6 de setembro de 2012 09:00 | Polônia POL | 3 – 2 | BEL Bélgica |  |

|                                    | Partidas individuais               |       |                             |                               |
| Piotr Grudzień                     | Piotr Grudzień                     | 2 – 3 | Mathieu Loicq               | 7–11, 4–11, 11–5, 11–5, 8–11  |
| Marcin Skrzynecki                  | Marcin Skrzynecki                  | 3 – 0 | Marc Ledoux                 | 11–4, 14–12, 12–10            |
| Marcin Skrzynecki                  | Marcin Skrzynecki                  | 2 – 3 | Mathieu Loicq               | 11–7, 11–8, 10–12, 5–11, 9–11 |
| Piotr Grudzień                     | Piotr Grudzień                     | 3 – 0 | Marc Ledoux                 | 11–6, 11–8, 11–8              |
| Piotr Grudzień / Marcin Skrzynecki | Piotr Grudzień / Marcin Skrzynecki | 3 – 1 | Mathieu Loicq / Marc Ledoux | 8–11, 11–9, 14–12, 11–9       |

| 6 de setembro de 2012 09:00 | Itália ITA | 0 – 3 | GBR Grã-Bretanha |  |

|                  | Partidas individuais |       |                |                         |
| Davide Scazzieri | Davide Scazzieri     | 0 – 3 | Ross Wilson    | 5–11, 9–11, 2–11        |
| Raimondo Alecci  | Raimondo Alecci      | 1 – 3 | William Bayley | 7–11, 11–13, 11–4, 6–11 |
| Raimondo Alecci  | Raimondo Alecci      | 1 – 3 | Ross Wilson    | 11–5, 6–11, 8–11, 7–11  |
|                  |                      |       |                |                         |
|                  |                      |       |                |                         |

### Semifinais
| 6 de setembro de 2012 19:00 | Espanha ESP | 3 – 0 | GER Alemanha |  |

|               | Partidas individuais |       |                  |                  |
| Álvaro Valera | Álvaro Valera        | 3 – 0 | Thorsten Schwinn | 11–9, 11–9, 11–7 |
| Jordi Morales | Jordi Morales        | 3 – 0 | Jochen Wollmert  | 11–4, 11–2, 11–9 |
| Álvaro Valera | Álvaro Valera        | 3 – 0 | Thorsten Schwinn | 11–9, 11–9, 11–7 |
|               |                      |       |                  |                  |
|               |                      |       |                  |                  |

| 6 de setembro de 2012 19:00 | Polônia POL | 3 – 2 | GBR Grã-Bretanha |  |

|                                    | Partidas individuais               |       |                                 |                                 |
| Piotr Grudzień                     | Piotr Grudzień                     | 3 – 1 | William Bayley                  | 11–6, 10–12, 11–1, 11–6         |
| Marcin Skrzynecki                  | Marcin Skrzynecki                  | 2 – 3 | Ross Wilson                     | 8–11, 11–4, 7–11, 11–7, 8–11    |
| Piotr Grudzień                     | Piotr Grudzień                     | 2 – 3 | Ross Wilson                     | 11–5, 8–11, 11–3, 5–11, 4–11    |
| Marcin Skrzynecki                  | Marcin Skrzynecki                  | 3 – 2 | William Bayley                  | 13–11, 11–7, 6–11, 10–12, 13–11 |
| Piotr Grudzień / Marcin Skrzynecki | Piotr Grudzień / Marcin Skrzynecki | 3 – 1 | Aaron McKibbin / William Bayley | 8–11, 11–3, 11–7, 11–4          |

### Disputa pelo bronze
| 7 de setembro de 2012 17:00 | Alemanha GER | 0 – 3 | GBR Grã-Bretanha |  |

|                  | Partidas individuais |       |                |                    |
| Thorsten Schwinn | Thorsten Schwinn     | 0 – 3 | Ross Wilson    | 2–11, 7–11, 5–11   |
| Jochen Wollmert  | Jochen Wollmert      | 0 – 3 | William Bayley | 9–11, 2–11, 8–11   |
| Jochen Wollmert  | Jochen Wollmert      | 0 – 3 | Ross Wilson    | 10–12, 4–11, 10–12 |
|                  |                      |       |                |                    |
|                  |                      |       |                |                    |

### Final
| 7 de setembro de 2012 17:00 | Espanha ESP | 0 – 3 | POL Polônia |  |

|               | Partidas individuais |       |                   |                         |
| Álvaro Valera | Álvaro Valera        | 1 – 3 | Marcin Skrzynecki | 4–11, 11–6, 5–11, 6–11  |
| Jordi Morales | Jordi Morales        | 1 – 3 | Piotr Grudzień    | 12–14, 11–8, 7–11, 5–11 |
| Álvaro Valera | Álvaro Valera        | 1 – 3 | Piotr Grudzień    | 5–11, 13–11, 7–11, 6–11 |
|               |                      |       |                   |                         |
|               |                      |       |                   |                         |